# Вината
Вината — мать гигантских птиц-супарнов. Она одна из шестидесяти дочерей Праджапати Дакши. Вместе со своими 17 сёстрами замужем за Кашьяпой. Она родила ему двух сыновей, старшим сыном был Аруна, а младшим - Гаруда.  

## Легенды
Кадру была младшей сестрой Винаты, и когда они обе жили с Кашьяпой в качестве его жён и заботились обо всех его удобствах, он благословил их, даровав каждой из них дар на получение потомства. Кадру попросила тысячу змей, которые станут нагами, и они должны быть очень храбрыми. Услышав требования своей сестры о сыновьях, Вината попросила только двух сыновей, но каждый из которых должен быть более могущественными и умными, чем все дети Кадру вместе взятые. Кашьяпа исполнил их желание. После того, как его жёны забеременели, он посоветовал им присмотреть за детьми, а затем ушёл на поклонение в лес. Спустя некоторое время Кадру родила тысячу яиц, а Вината - два. Яйца осторожно инкубировали в ёмкостях с горячей водой и тёплых банках. По прошествии пятисот лет яйца, отложенные Кадру, вылупились, и её сыновья ожили; из этой тысячи сыновей-нагов самыми выдающимися были Шеша, Васуки и Такшака. Все змеи, рождённые в нашем и других мирах, являются потомками этой тысячи сыновей. Вината стала ревновать, потому что её яйца ещё не вылупились. Не вытерпев, она разбила одно из яиц, обнажив наполовину сформировавшегося сына. Этот сын был взбешён её поступком и проклял свою мать за её поступок, сказав, что она будет рабыней Кадру в течение пятисот лет, пока не родится сын от её второго яйца. Он стал возничим и вестником бога солнца и зари, и поэтому был назван Аруна. Позже его проклятие сбылось: сёстры заспорили, какого цвета недавно возникший конь Уччайхшравас, и Кадру схитрила, сказав своим детям прицепиться к его хвосту, дабы тот показался чёрным. Вината решила, что проиграла спор, и была на этих основаниях взята в рабство. Гаруда, родившись, спас мать и с тех пор воюет с нагами, а также употребляет их в пищу.  